# قومية صوفية
القومية الصوفية أو التصوف القومي هي شكل من أشكال القومية التي ترفع الأمة إلى مرتبة الألوهية. أفضل مثال معروف هو التصوف الجرماني، تحت حكم الرايخ الثالث. قدم يوهان غوتليب فيشته فكرة الأمة ككيان إلهي. يرتبط التصوف القومي ارتباطًا وثيقًا بالقومية الرومانسية، لكنه يتجاوز شرح المشاعر الرومانسية، إلى تبجيل صوفي للأمة باعتبارها حقيقة فائقة. غالبًا ما يتقاطع مع القومية العرقية من خلال تأكيدات تاريخية زائفة حول أصول عرق معين.
يصادف التصوف القومي في العديد من القوميات غير الصوفية الجرمانية أو النازية ويعبر عن نفسه في استخدام معتقدات غامضة أو علمية زائفة أو زائفة لدعم الادعاءات القومية، والتي غالبًا ما تنطوي على مفاهيم غير واقعية عن العصور القديمة للأمة (جنون العصور القديمة) أو أي أسطورة وطنية يتم الدفاع عنها على أنها «حقيقية» بوسائل علمية زائفة.

## أمثلة بارزة
- دولة شنتو في اليابان قبل العلمنة القسرية بعد الحرب العالمية الثانية.
- نظرية لغة الشمس في عموم تركيا
- غالبًا ما يزعم القوميون الأكراد أنهم من نسل الميديين [1]
- السارماتية البولندية وبعد ذلك مفهوم مسيح أوروبا
- اليونانية الابسيلونية
- بعض فروع نظريات التاريخ التحريفية للبلغاريين وبلغاريا (أي " تراقيون") ونظريات التاريخ القومي المقدوني
- روايات عن أصل الألبان في القومية الألبانية [2]
- الحركة الكرواتية الإيليرية
- البروتوكرونية الرومانية والداقية
- مصير الفلبين
- معركة قوصوه باعتبارها الأسطورة الوطنية في القومية الصربية [3]
- القدر المتجلي الأمريكي
- نظرية السكان الأصليين الآريين في القومية الهندوسية
- التيارات القومية التاميلية (كما في ديفانيا بافانار)
- ادعاءات السفر بين الكواكب، والوجود المحتمل للتخصيب في المختبر والهندسة الوراثية من قبل الهنود القدماء (المؤتمر الهندي الثاني 102 للعلوم) [4]
- بعض التيارات القومية الأرمنية
- التيارات القومية الروسية [5]
- التيارات القبالية في الصهيونية الدينية [6]
- القوطية السويدية
- عقيدة التاج المقدس المجرية
- مصير إسبانيا في الفالنجية